# Пиштань (приток Рутки)
Пиштань — река в России, протекает по Нижегородской области и Республике Марий Эл. Устье реки находится в 108 км от устья Рутки по правому берегу. Длина реки составляет 19 км, площадь водосборного бассейна — 83,9 км².
Исток реки находится в лесах Шарангского района Нижегородской области северо-западнее села Пиштань близ границы с Марий Эл. Рядом с истоком реки Кума, здесь проходит водораздел бассейнов Ветлуги и Рутки. Река течёт на юго-восток по ненаселённому лесу, перетекает в Килемарский район Марий Эл. Приток — Пиштанка (правый). Впадает в Рутку выше деревни Малый Шудугуж.

## Данные водного реестра
По данным государственного водного реестра России относится к Верхневолжскому бассейновому округу, водохозяйственный участок реки — Волга от устья реки Ока до Чебоксарского гидроузла (Чебоксарское водохранилище), без рек Сура и Ветлуга, речной подбассейн реки — Волга от впадения Оки до Куйбышевского водохранилища (без бассейна Суры). Речной бассейн реки — (Верхняя) Волга до Куйбышевского водохранилища (без бассейна Оки).
Код объекта в государственном водном реестре — 08010400312110000043983.